# 告魯夫 (馬匹)
告魯夫（1994年－2003年）是一匹香港馬匹，是著名種馬丹山的子嗣，馬主是梁挺生校長，練馬師是賓康，後來轉投大衛希斯和岳敦訓練，曾取得1998年香港打吡大賽冠軍。退役後運往澳洲配種，配種費每次為8250澳元，亦曾往德國配種，在港唯一子嗣為「財富之星」，另外，其另一子嗣「易得中」曾勝出一級賽意大利總理盃。牠在2003年10月患病，在得到馬主簽字同意後人道毀滅。目前子嗣延續孫子成代，其中一匹名為Tunis的雄馬，在法國障礙賽表現活躍，2019年開始配種，有望延續至曾孫時代。

## 曾勝出賽事

### 1997/1998馬季
- 聖安度碟2200米
- 香港打吡預賽1600米
- 香港打吡大賽1800米

## 未曾勝出賽事

### 1997/1998馬季
- 婦女銀袋賽1800米
- 女皇盃2000米
- 沙田一哩錦標1600米

### 1998/1999馬季
- 星島日報盃1400米
- 董事盃1600米
- 香港盃1800米
- 賀年盃1600米
- 香港金盃2000米
- 愛彼錶女皇盃2000米

### 1999/2000馬季
- 沙田錦標1600米

## 種馬成績
- 易得中（羅馬大賽）